# Clementina Gilly

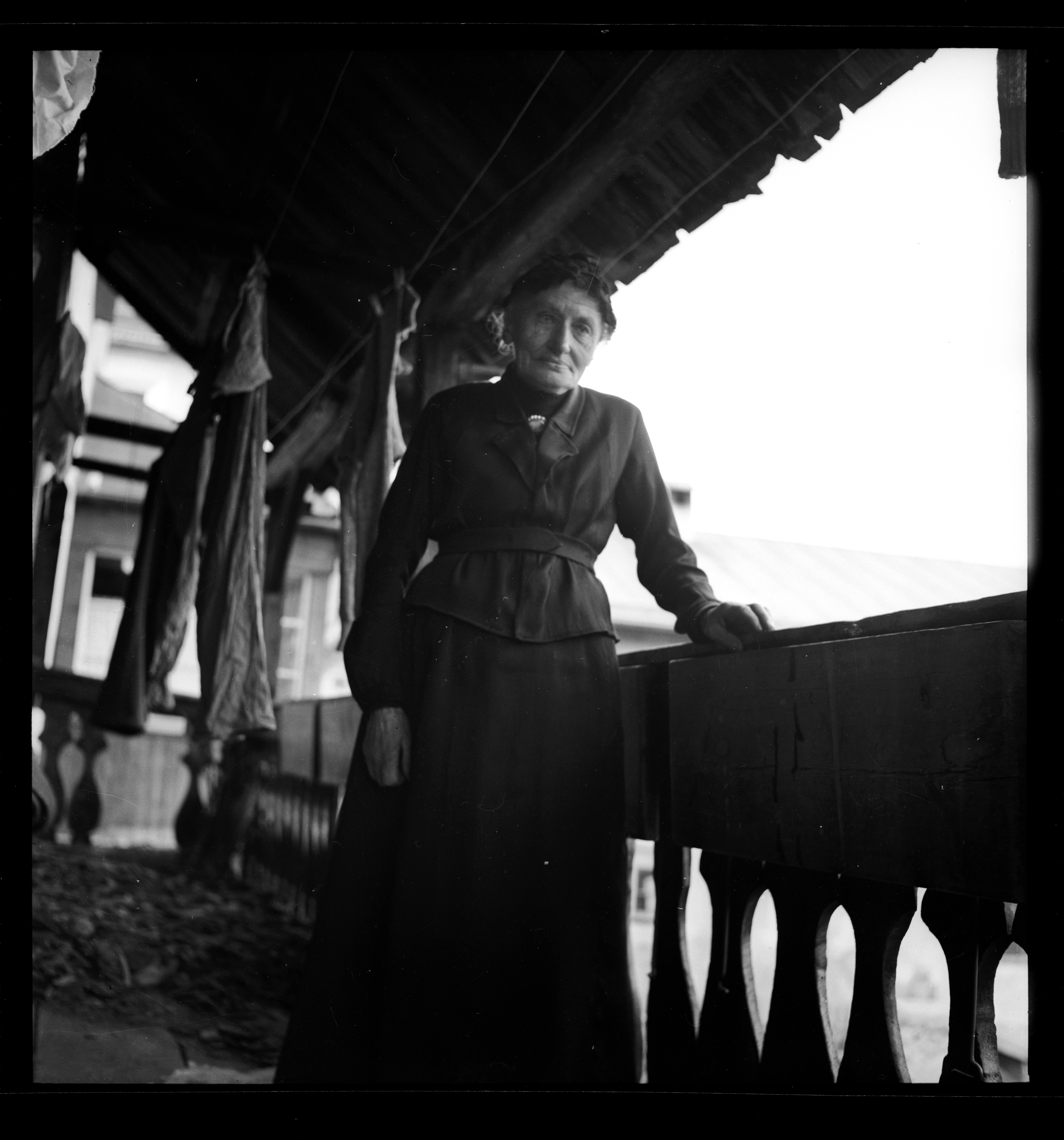
Clementina Gilly, fotografiert von Annemarie Schwarzenbach in Zuoz 1936

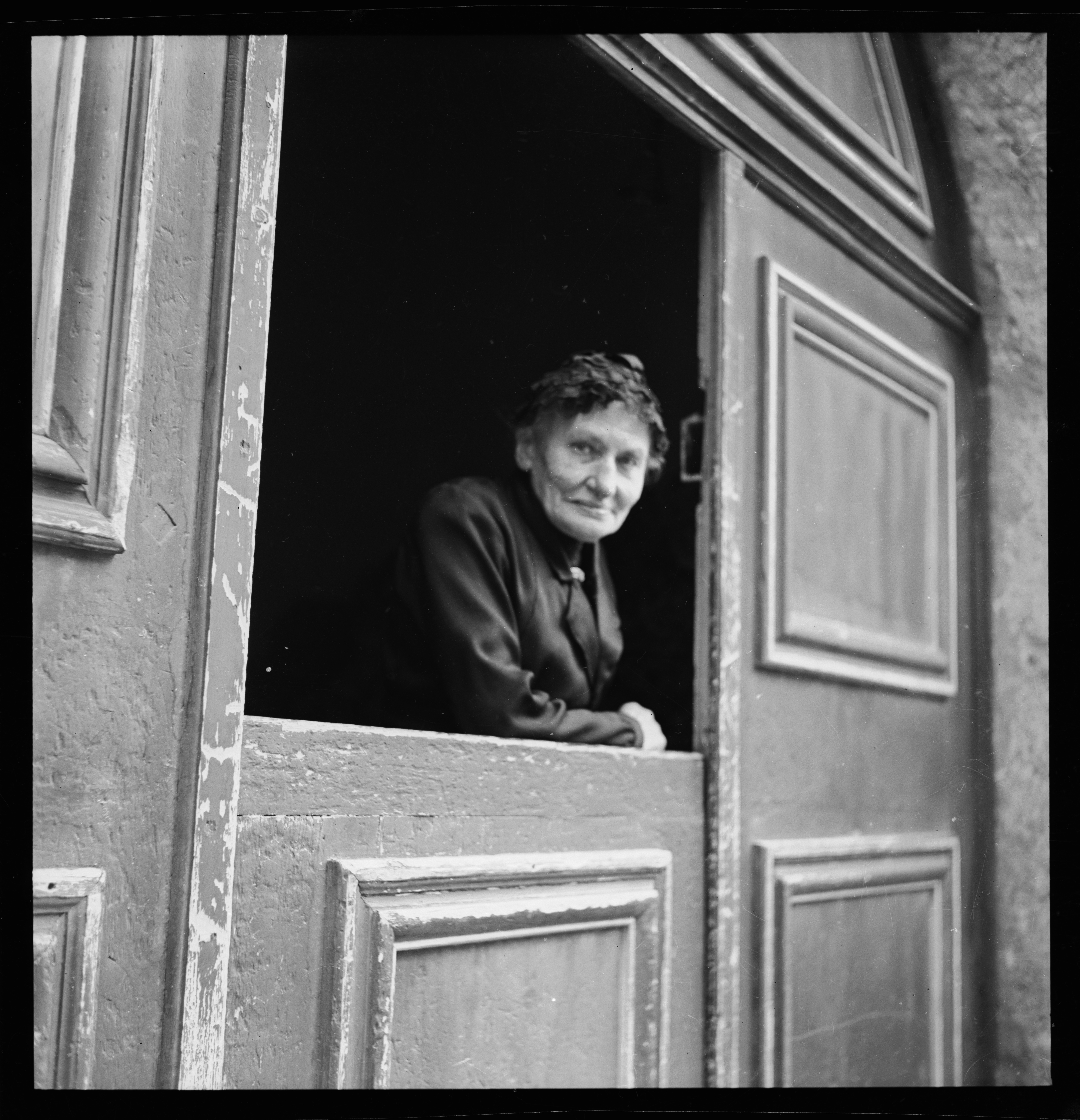
Clementina Gilly, Zuoz, 1936

 Clementina Gilly (auch Gilli) (geboren 26. April 1858 in Modena, gestorben 21. November 1942 in Zuoz) war eine Dichterin und Übersetzerin mit Künstlername Clio.

## Leben
Sie arbeitete als Dichterin unter dem Pseudonym Clio und wirkte auch als Übersetzerin aus dem Italienischen, Französischen, Deutschen und Englischen ins rätoromanische Putèr. Sie war Mitarbeiterin der lokalen Zeitung Fögl d'Engiadina und auch von Anton Velleman bei der Herausgabe der Oberengadiner Grammatik und dem Ladinischen Notwörterbuch (d. h. Kurzwörterbuch) mit den deutschen, französischen und englischen Entsprechungen. Ihr Leben widmete sie der kulturellen Entwicklung der romanischen Sprache.

## Familie und Jugend

Clementina Gilly, ca. 7-jährig

Die Tochter von Ambrosio Gilly und Maria Planta, Clementina, kam am 26. April 1858 in Modena, Italien zur Welt. Die Familie Gilly besaß dort Handelsgeschäfte, behielt aber ihren Wohnsitz in einem mächtigen Haus in Zuoz. Das im italienischen Stil erbaute Haus, als Kaufhaus konzipiert, gehörte seit dem 18. Jahrhundert der Familie Gilly.
Clementina wuchs mit ihren älteren Brüdern, Rudolf (1852–1926) und Alfons (1853–1930), und den jüngeren Schwestern, Anna Ambrosina (1865–1921) und Vittorina (1872–1939), in Modena und Zuoz auf. Als Jugendliche besuchte Clementina ein Mädchenpensionat in Padova (Italien) während zweier Jahre, wo sie Sprachen lernte und eine sehr gute Allgemeinbildung erhielt.
Ab 1875 lebte Clementina Gilly wieder in Zuoz, wo sie von 1899 bis ca. 1911 als Postgehilfin arbeitete. Ausgesprochen künstlerisch begabt, sang sie im Frauenchor und spielte im Dorf-Theater mit. Sie entwarf und führte auch sehr viele Handarbeiten aus, besonders das Stricken und Häkeln mit Wolle und Baumwolle. Zum Beispiel stickte sie die Polster für zwölf Stühle mit verschiedenen Blumenmotiven. Doch die Literatur und die Sprachen lagen ihr am nächsten.

## Literarisches Wirken

Clementina Gilly, ca. 20-jährig

Mit etwa 50 Jahren fängt Clementina Gilly an, sich in der Redaktion und Herausgabe der lokalen Zeitung, sowie an Zeitschriften und Jahrbücher zu betätigen.
Ihre Zeitungsartikeln zeigten Interesse für die damaligen sozialen Fragen, insbesondere für die Gleichberechtigung der Geschlechter und die Bildung der Mädchen im Oberengadin. Auch engagierte sie sich in der lokalen Frauenbewegung ihrer Zeit.
Dank ihrer breiten Sprachkenntnisse wurde sie zu einer bedeutenden Vermittlerin von lyrischer, erzählender aber auch dramatischer Literatur. Ab 1909 übersetzte sie Texte aus dem Deutschen, Italienischen, Französischen und Englischen ins Oberengadiner Idiom „Putèr“.
Sie übersetzte Gedichte, Theaterstücke, Romane und Novellen von wichtigen Autoren wie Aesop, Pietro Metastasio, Leo Tolstoi, sowie Schillers „Wilhelm Tell“ (1940). Doch wandte sie sich insbesondere Schweizer Autoren, wie Jeremias Gotthelf, Conrad Ferdinand Meyer, Heinrich Federer, Francesco Chiesa und Autorinnen wie Eugénie Pradez, Maria Waser, Tina Truog-Saluz, und Elena Bonzanigo zu.
Ihre zahlreichen, eigenen Gedichte erschienen in Zeitschriften wie dem „Fögl d'Engiadina“ und im „Chalender Ladin“ unter ihrem Pseudonym „Clio“. Sie publizierte ihre Gedichte im 1926 als Sammelband unter dem Titel „Fruonzla“, auf Deutsch „Dürrer Holzzweig“ und widmete das erste Gedicht dem „geneigten Leser“. Damit war sie die erste Frau, die ein Buch in rätoromanischer Sprache veröffentlichte.
Sie bekam 1930 einen Preis der Schweizerischen Schillerstiftung für „Fruonzla“ und eine Ehrengabe in 1938. Ihre Prosa konzentrierte sich auf Mensch, Natur und Heimat, aber auch um Reflexionen über die Einsamkeit, die Vergänglichkeit und den Tod.
Clementina liebte Kinder und trug sehr häufig zu Lehrbüchern und Publikationen für Schüler bei. Als Liebhaberin von Gesang übersetzte sie auch schöne Lieder ins Romanisch. Auf der Fassade des Zuozer Schulhauses, neben dem Bild des heiligen Georg, steht der Leitvers von Clementina: „Per il bön, sforz cumön ed al mêl, cuolp mortêl“ (Für das Gute, gemeinsame Anstrengung und für das Böse, den Todesstoß).
Wieser schreibt in „Zuoz: Geschichte und Gegenwart“ (S. 31): „Eine Brücke bis zum Zweiten Weltkrieg bildet das stille Wirken von Clementina Gilly (1858-1942). (…) Neben einer verhaltenen Lyrik unter dem Pseudonym Clio hat sie zahlreiche Romane und Novellen ins Oberengadinische übersetzt“. In „Survista da la vita litteraria d’hozindi in Engiadina“ (S. 83), lobte 1936 der Historiker und Sprachwissenschaftler Rudolf Olaf Tönjachen Clementina Gillys Beitrag zur rätoromanischen Sprache und stellte fest, es beherrsche niemand das Rätoromanische mit einer solchen Gewandtheit.

## Förderin der romanischen Sprache

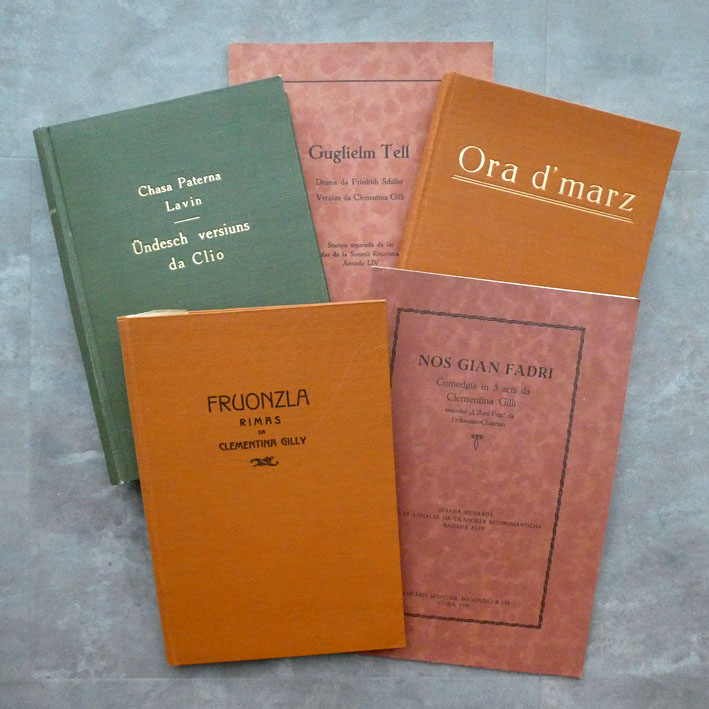
Clementina Gillys Publikationen

Grosse Verdienste um das Romanisch erwarb sich Clementina durch ihr intensives Mitwirken an der grossen Grammatik des Oberengadiner Romanisch und dem Wörterbuch Ladinisch-Deutsch-Französisch-Englisch von Anton Velleman (15. Mai 1875 in Wien, Österreich – 16. Februar 1962 in Genf, Schweiz).
Vellemann wurde erster Direktor des Lyceum Alpinum (Zuoz). Im Jahr 1915 veröffentlichte er den ersten Band (Substantiv, Artikel, Adjektiv, Pronomen) seiner Ladinische Grammatik von der Sprache Putèr. Er zog 1917 nach Genf, wo er 1924 den zweiten Band (Verben) seiner Grammatik veröffentlichte. Clementina reiste nach Genf, um ihm bei der Vorbereitung das „Ladinische Notwörterbuch mit deutscher, französischer und englischer Übersetzung und zahlreichen topograph. und demograph. Angaben“ zu helfen. Das Werk wurde 1929 herausgegeben. Sie trägt zu dem 1944 erschienenen Tudais-ch-rumantsch ladin Dicziunari (Wörterbuch) von Reto Bezzola und Rudolph Olaf Tönjachen bei.

## Späteres Leben
Die ledige Clementina übernahm einen Teil des Familienhauses in Zuoz, während ihr Bruder Alfons und seine Ehefrau, Emmy Josty, im Teil nebenan wohnten. Clementina pflegte Kontakt mit ihrer ausgedehnten Familie und ihrem Freundeskreis. Sie schrieb und übersetzte bis zu ihrem Tod mit 84 Jahren am 21. November 1942 in Zuoz. Sie hinterließ etwa 150 eigene Arbeiten und über 130 Übersetzungen von Gedichten, Artikeln, Aufsätzen, Theaterstücken und Erzählungen.

## Werke (Auswahl)
- Grammatica teoretica, pratica ed istorica della lingua ladina d'Engiadin'Ota, Band I (Il substantiv, l'artichel, l'aggettiv, il pronom), von Anton Velleman und Clementina Gilly als Mitwirkende, Orell Füssli, Zürich, 1915
- Sisto e Sesto von Heinrich Federer, übersetzt von Clementina Gilly, Chesa Paterna #6, 1923
- Vaschlèr Basch (Bötjer Basch) von Theodor Storm, übersetzt von Clementina Gilly, Chesa Paterna #6, 1923
- Grammatica teoretica, pratica ed istorica della lingua ladina d'Engiadin'Ota, Band II, (Il verb), von Anton Velleman, Clementina Gilly als Mitarbeiterin, Orell Füssli, Zürich, 1924
- Fruonzla von Clementina Gilly als Clio, Bischofberger & Hotzenköcherle, 1926
- Betta + Veronica (la fantschella singulera) von Jeremias Gotthelf, übersetzt von Clementina Gilly, Chesa Paterna #6, 1926
- Dicziunari scurznieu da la lingua ladina pustüt d'Engiadin' Ota cun traducziun tudais-cha, francesa ed inglaisa e numerusas indicaziuns topograficas e demográficas, von Anton Velleman, Clementina Gilly als Mitarbeiterin, Engadin Press Co., Samaden, 1929
- Cu ch'eau pervgnit ad üna duonna, von Fritz Reuter und La cura miraculusa von Auguste Supper, übersetzt von Clementina Gilly, Chesa Paterna #21, 1930
- Ora d'marz (Tempo di marzo) von Francesco Chiesa, übersetzt von Clementina Gilly, Chesa Paterna #23, 24,25 und 26, 1931-1932
- Nos gian Fadri: cumedia en 3 acts (L'ami Fritz) von Emile Erckmann und Alexandre Chatrian, übersetzt von Clementina Gilly, Stamp, Sprecher, Eggerling & Co., Chur, 1930
- La dumengia dal bapsegner (Der Sonntag des Grossvaters) von Jeremias Gotthelf, übersetzt von Clementina Gilly, Chesa Paterna #29, 1933
- Il Tramagliunz, Gedichte Sammlung von Clementina Gilly, 13. April 1933 – 1934
- La truedra (Die Richterin) von Conrad Ferdinand Meyer, übersetzt von Clementina Gilly, Chesa Paterna #36, 1937
- Il cop da painch von Alfons Cortès und Frena Zarclunza von Maria Waser, übersetzt von Clementina Gilli, Chesa Paterna #38, 1938
- Guglielm Tell (Wilhelm Tell) von Friedrich Schiller übersetzt von Clementina Gilly, Stamparia engiadinaisa, Samedan, 1940
- Un unic pövel (Rütlischwur für Männerchor), Partitur von Walter Schmid, romanische Uebertragung aus Schillers Wilhelm Tell von Clementina Gilli, Hug Verlag, Zürich, 1942
- L'uvais-ch von Tina Truog-Saluz und Il giast dal Doge von Tina Truog-Saluz, Version von Clementina Gilly, Chesa Paterna # 45, 1942
- Dicziunari tudais-ch-rumantsch ladin, von Reto R. Bezzola und Rudolph Olaf Tönjachen, Clementina Gilly als Mitarbeiterin, Lia Rumantscha, Samedan, 1944
- Ils ögls dal frer etern (Die Augen des ewigen Bruders) von Stefan Zweig, übersetzt von Clementina Gilly, Chesa Paterna # 57, 1948